# Louis Comfort Tiffany
Louis Comfort Tiffany (New York, 1848. február 18. – New York, 1933. január 17.) amerikai művész, üvegfestő, a Tiffany-üveg kidolgozója.

## Élete

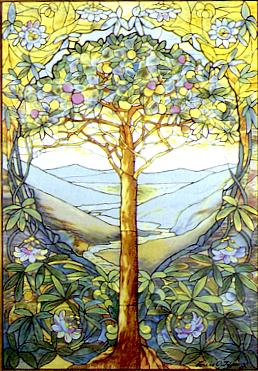
Az élet fája, ólomüvegablak

Apja, Charles Louis Tiffany a XIX. századi New York egyik leghíresebb ékszerész cégének, a Tiffany & Co-nak volt a tulajdonosa.
Iskoláit a Pennsylvania Military Academy-ban, a Pennsylvaniai Chesterben és az Eagleswood Military Academyben, Perth Amboyban járta.
1872-ben megházasodott Mary Woodbridge Goddarddal,  4 gyermekük született: Mary Woodbridge Tiffany, Charles Louis Tiffany I, Charles Louis Tiffany II és Hilda Goddard Tiffany.
Felesége halála (1884) után 1886-ban elvette Louise Wakeman Knoxot, 4 leánygyermekük született.

## Karrierje
Művészi pályája kezdetén festészetet tanult, tanárai George Inness és Samuel Colman voltak New Yorkban és Léon Bailly Párizsban, utazott Európában és Afrikában is.
Az 1870-es évekig Tiffanyt a díszítőművészetek érdekelték. Ő és John La Farge festő üvegfestést tanultak Brooklynban a Heidt üveggyárban.   
Egyénileg kísérleteztek több üveg „összefoltozásában”. Tiffany a folyékony üveget színezékekkel keverte össze, és így csodás ragyogású üveg születhetett meg a gyártási folyamat végén. Ezt 1880-ban szabadalmaztatta.
1879-ben megalapította a Louis C. Comfort Companyt. A cég magán- és középületeket díszített. Ezek közül két kiemelkedően nagy munka New Yorkban található, a 7th Regiment Armory (1880) és  a H. O. Havemeyer-ház (1890), amely később megsemmisült.
1892-ben megalapította a Tiffany Glass and Decorating Companyt, amely festett üvegablakok és üvegmozaikok készítésére szakosodott. Ekkorra dekorációs és használati tárgy céljára fújt üvegeket is készítettek már, és 1893-ban elkészítette saját kemencéit is.
A nagy áttörést az 1900-ban Párizsban rendezett világkiállítás jelentette számára. Itt mutatta be a saját maga készítette irizáló üveget és a több színben pompázó opalizáló üveget. Ezt követően a világ egyik legkeresettebb művészének számított.
1900-ban a vállalatot átnevezték „Tiffany Studios”-nak.
A következő években ékszereket, zománcokat, lámpákat, mozaikokat és hatalmas méretű festett üvegablakokat is készítettek.

## Technikái
Tiffany nevéhez festett üvegablakok, kerámiák, zománcok, fújt üvegek, fémmel ötvözött üvegek és az ún. Tiffany-lámpa kapcsolódik.
Korának egyik kiemelkedő festője volt, azonban széles körben ismertté az általa kifejlesztett díszüveg-technológia tette.
Egy új technikát, az ún. Tiffany-technikát dolgozott ki, ami újabb megoldást jelentett az ólomüvegezésben. Itt nem ólomprofillal illesztették az üvegdarabokat egymáshoz, hanem az üvegek szélét sárgaréz szalaggal vonták be, amelyeket utána az illeszkedési pontoknál össze kellett forrasztani. 
A forrasztóanyag cink vagy ón, aminek olvadási pontja alacsony, hozzátapad a rézhez, és így teszi lehetővé, hogy az összeillesztett üvegdarabok egyben maradjanak.
Ez a technika azért volt mérföldkő a díszüveg-készítés területén, mert ennek köszönhetően vált lehetővé, hogy lágyabb íveket tartalmazó alkotások, például díszlámpák születhessenek. Ezek a lámpák voltak az ún. Tiffany-lámpák, amelyek színes üvegdarabokból álltak, különböző mintáik és formáik voltak, és a szecesszió stílusát tükrözték.

## Fordítás
- Ez a szócikk részben vagy egészben a Louis Comfort Tiffany című angol Wikipédia-szócikk ezen változatának fordításán alapul.  Az eredeti cikk szerkesztőit annak laptörténete sorolja fel. Ez a jelzés csupán a megfogalmazás eredetét és a szerzői jogokat jelzi, nem szolgál a cikkben szereplő információk forrásmegjelöléseként.